# Каддо (озеро)
Озеро Каддо (англ. Caddo Lake, фр. Lac Caddo) розташоване на території однойменного національного парку, на кордоні штатів Техас і Луїзіана, в південній частині США. Це територія, що охороняється, на якій ростуть найбільші кипарисові ліси на планеті. Площа озера — близько 103 кв. км.

## Історія
Каддо є єдиним техаським озером, яке утворилося природним шляхом. Існує кілька версій походження озера, але найімовірнішою є наступна: на початку XIX століття на річці Ред-Рівер виник затор з річкового сміття і колод. Бобри, що проживають на берегах, зміцнили затор своїми дамбами. І вже до 1811 року тут утворилася справжня загата, яка перекрила річку і створила озеро Каддо.

## Опис
Площа Каддо чуть-більше 100 км². Ніби й небагато, але на просторах озера росте і проживає аж ніяк не мала кількість рослин і тварин: 190 видів дерев і чагарників, 75 різних трав, 42 види ліан, 50 видів ссавців, 220 різновидів птахів, близько 60 видів риб і 30 видів плазунів. 45 видів тварин є рідкісними або зникаючими.
Людина вперше опинився тут, як правило приймає Кадді за болото. Воно й не дивно, адже левова частка поверхні озера покрита скатертиною зеленої ряски, яка так властива болотах, ну а там де, немає ряски ростуть латаття і яскраво-квітучий лотос. Але як говоритися «перше враження оманливе»: вода в озері чиста і прозора, навіть на дні, глибина якого тут рідко перевищує 3 метри, можна розгледіти пропливаючу рибку.
Найкращий період для відвідування озера — з кінця жовтня до середини листопада, коли кипариси змінюють свій колір: На озері ростуть близько 190 видів кущів і дерев, з них найвідомішими є так звані «лисі» кипариси (Bald Cypress). На відміну від своїх сухопутних родичів, ці кипариси — не вічнозелені, а листопадні дерева, що скидають своє листя на зиму. Вік кипарисів, які ростуть в озері Каддо, становить не менше 100 років, а деякі з них ще старше, є навіть 700-річні дерева.
Кипариси, особливо ті, що знаходяться у воді, часто мають особливі утворення, які називаються «колінами кипариса». Вони являють собою відростки, що нагадують пеньки, але ростуть прямо з коренів дерев. До сих пір вчені розмірковують над тим, навіщо кипарисам потрібні ці спеціальні утворення. Одна з теорій свідчить, що для додаткового насичення коренів киснем, інша — що відростки допомагають деревам зміцнитися в землі, щоб їх не вирвало ураганом.
На кипарисах висять пасма іспанського моху, зелені взимку і сірі влітку. Іспанська мох не є паразитом, це лишайник, який використовує рослину-господаря тільки для підтримки. Харчується рослина самостійно, добуваючи їжу з води і повітря. Цим пояснюється той факт, що в зимовий період, отримуючи достатню кількість вологи, мох стає зеленим. Однак іспанський мох все-таки шкодить кипарису, огортаючи його гілки і перекриваючи доступ сонячного світла.
З іспанським мохом пов'язана легенда, що належить індійському племені Каддо. Одного разу зустрілися дівчина і хлопець і полюбили один одного такою великою любов'ю, що вирішили піти з племені і жити удвох. Жили вони дуже щасливо, блукаючи по берегах озера і насолоджуючись його красою, але настав час, коли жінка захворіла і померла. Засмучений чоловік поховав свою кохану, але на пам'ять відрізав її коси. Він продовжував ходити по берегах і розвішував на гілках дерев коси померлої подруги. Згодом вони посивіли, але до сих пір висять на гілках кипарисів, зберігаючи пам'ять про невмирущого кохання двох людей.

## Туризм
Самостійно дістатися до озера Кадді не складе великих труднощів. На березі озера знаходиться містечко під назвою Uncertain, що в перекладі означає «Невизначений». Це місто, що розташоване в трьох годинах їзди від Далласа, живе виключно за рахунок туристів, які приїжджають подивитися на казкові кипариси. Відвідавши одну з рибальських баз на березі, можна орендувати бунгало і моторний човен. Екскурсію по озеру можна також зробити на колісному пароплаві.